# Scuola (Venise)
Les scuole (singulier scuola ; vénitien schola, pl. schole) furent des institutions de la république de Venise consacrées aux corporations d'arts, de métiers et à la dévotion des patrons de ceux-ci. Ce sont des confréries religieuses composées de laïcs par corporation.
Elles furent divisées en quatre groupes :
1. les schole grandi : elles furent les associations de charité les plus importantes de la cité ; dotées de grande capacité financière et socialement très importantes vu le grand nombre d'affiliés;
2. les schole picole : dites petites pour les différencier des grandes, elles réunissaient obligatoirement tous les artisans du même art ou métier; leur nombre fut important. Les arts furent en outre subdivisés par sestiere et ensuite par quartier, donnant ainsi des sièges ou église de réunion différents.
3. les schole nationali : les écoles nationales furent les associations réservées aux nombreuses communautés étrangères qui vivaient à Venise, où elles tenaient souvent aussi une base commerciale propre, le fontego.
4. les schole de devozion: les écoles de dévotion furent des associations de citoyens qui se réunissaient à des fins de charité ou pour des raisons d'assistance mutuelle entre les affiliés; ils se distinguaient à leur tour en fraternelles, compagnies, sovvegni. Ces schole sont également subdivisés par sestiere et par quartier, déterminant leur siège ou église de réunion.

## Schole grandi
L'origine des Schole grandi vénitiennes provient des Écoles des Battus (scuole dei Battuti), congrégations médiévales dédiées à la prière et en certaines occasions à la mortification de la chair que les frères s'infligeaient à eux-mêmes avec l'usage du fouet. Contrecarrées à l'apparition du Gouvernement de la République pour l'extrémisme religieux qu'elles se proposaient de répandre, la fondation de la première Schola dei Battuti remonte à 1260, et elle fut dédiée à Sainte-Marie-de-la-Charité (La Carità).

La dénomination de Schola grande utilisée dans la période du XIIIe au XIVe siècle, s'avère du point de vue formel impropre ; ce n'est que par la suite que l'État s'ingéra profondément en la matière, arrivant à en contrôler pleinement l'activité et en les poussant vers la bienfaisance publique et la solidarité.
Au XVe siècle, loin de manifester la soif de pénitence qui les caractérisait, à l'origine, les schole grandi étaient devenues des institutions sociales respectables et souvent riches, qui se consacraient à diverses activités philanthropiques et à la gestion du patrimoine accumulé par testaments avec le temps.
Les commandes d'œuvres d'art
Au XVe siècle, le système des commandes d'œuvres d'art, s'organise à l'intérieur d'un réseau complexe d'échanges et de conflits, d'intérêts économiques corporatifs et contributions patriciennes occasionnelles. Dans ce processus très élaboré, le parti pris décoratif compte peu au regard de la volonté d'affirmation du prestige d'un particulier, d'un groupe ou d'une institution. Cela explique l'abondance des portraits dans les grands cycles. Commanditaires, bienfaiteurs et figures de l'autorité en place y sont largement représentés. C'est ainsi que la famille Vendramin, une des plus puissantes de la confrérie de la Scuola Grande di San Giovanni Evangelista, a contribué financièrement de façon considérable au cycle de tableaux des Reliques de la croix, réalisé par Gentile Bellini avec Vittore Carpaccio et deux autres représentants de la tradition narrative vénitienne, Lazzaro Bastiani et Giovanni Mansueti.

Ce cycle est conservé aujourd'hui aux Gallerie dell'Accademia.
Mais le plus souvent , les confréries modestes se contentaient de décorer leurs autels. C'est le cas de la Pala de San Giobbe, commandée à Giovanni Bellini.
Les sept schole grandi sont
- Scuola Grande dei Carmini (fin du XVIIe siècle) ;
- Scuola Grande di San Teodoro, instituée en 1522 ;
- Scuola Grande di Santa Maria della Carità (it), instituée en 1260 ;
- Scuola Grande di San Marco, instituée en 1261
- Scuola Grande di San Giovanni Evangelista, instituée en 1261 ;
- Scuola Grande della Misericordia, instituée en 1308 ;
- Scuola Grande de San Rocco, instituée en 1478.

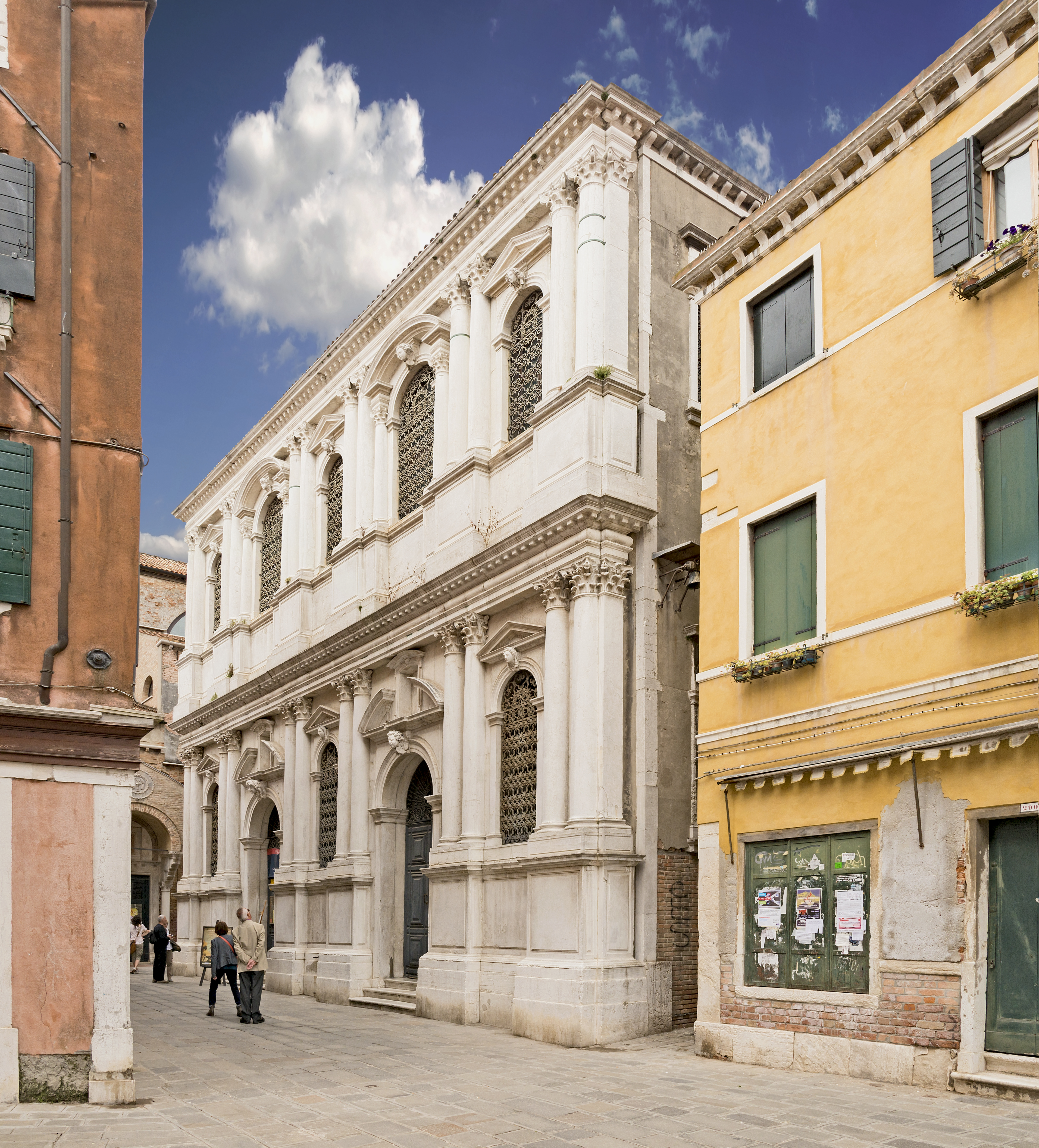
Scuola Grande dei Carmini
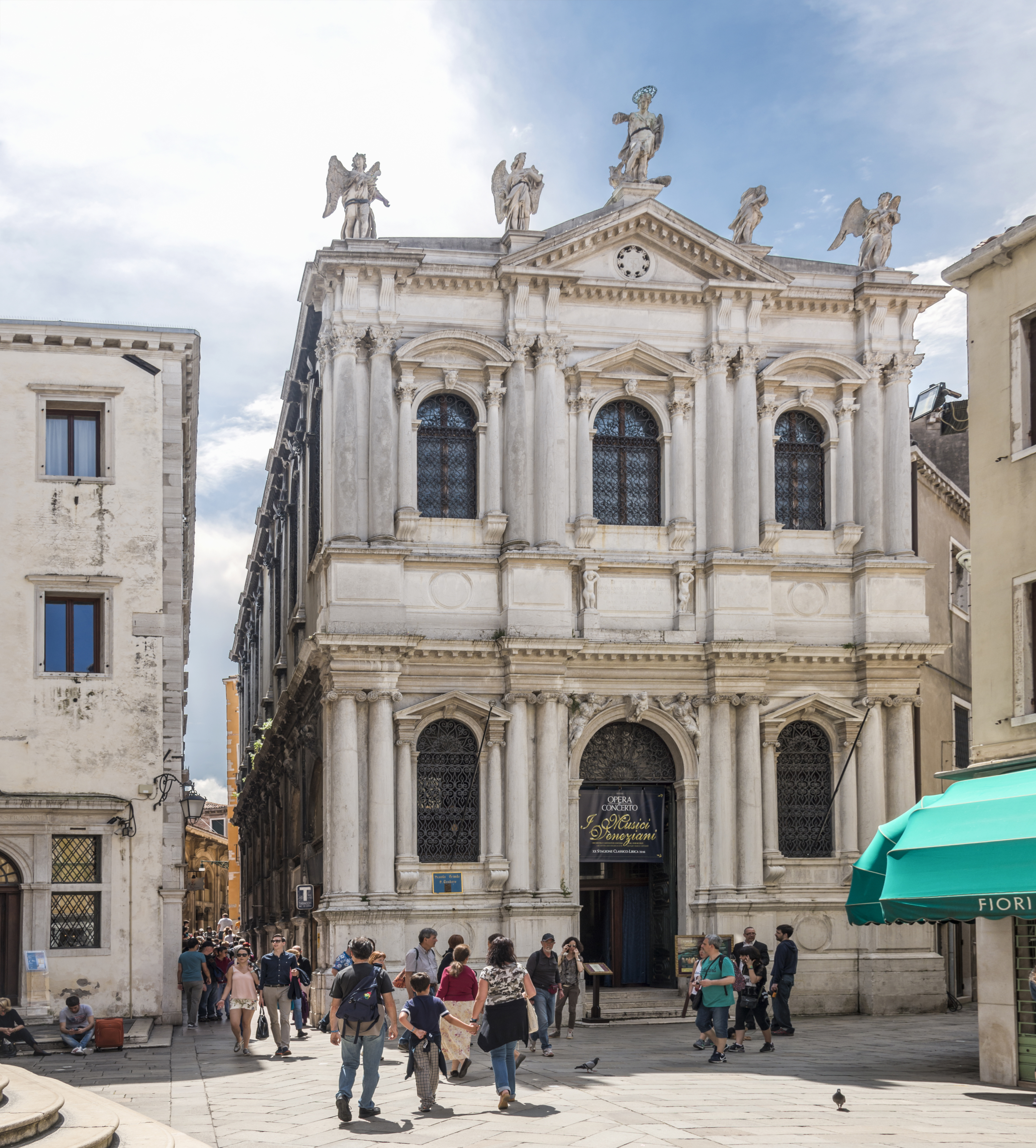
Scuola Grande San Teodoro
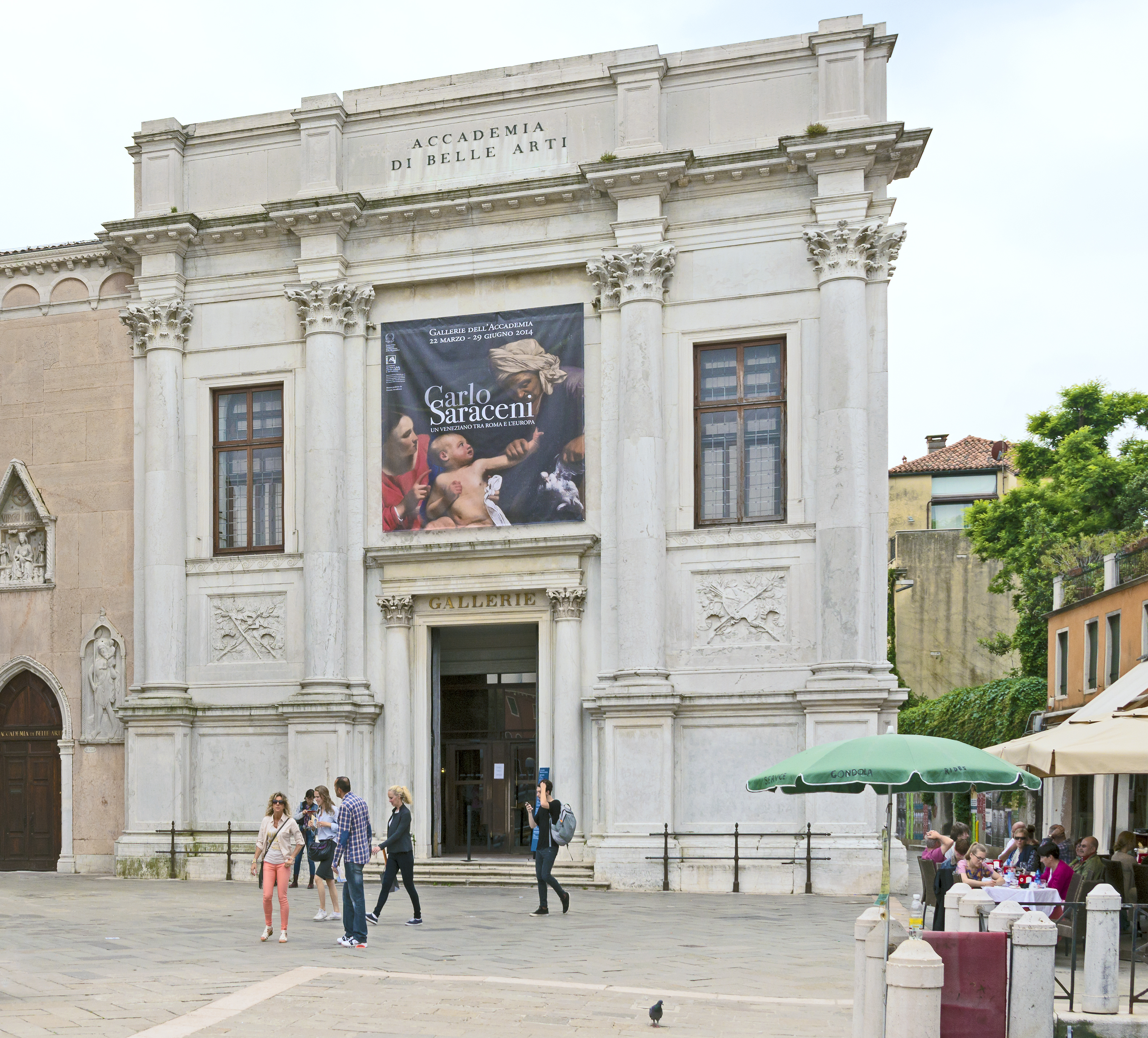
Scuola Grande di Santa Maria della Carità
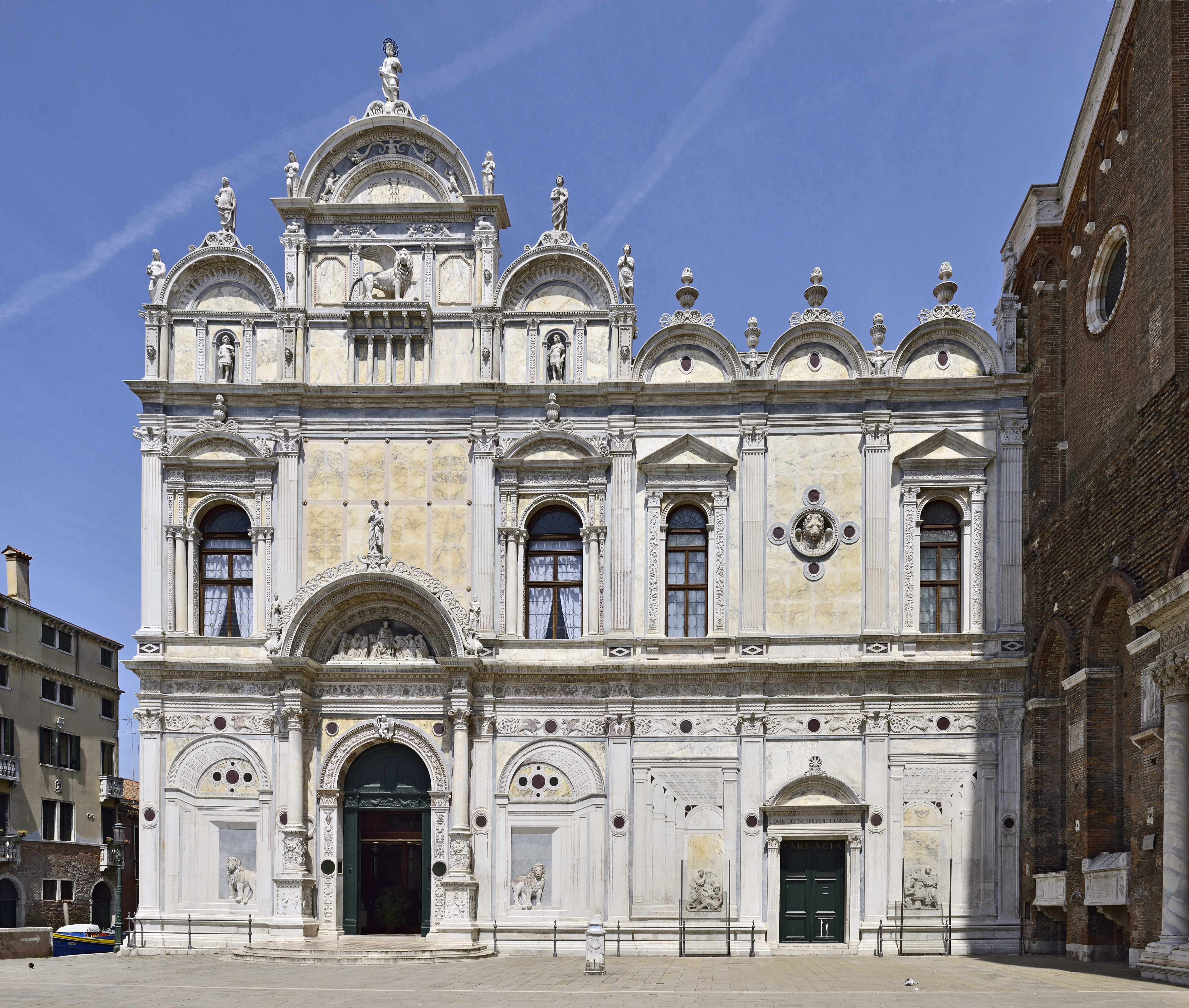
Scuola Grande di San Marco
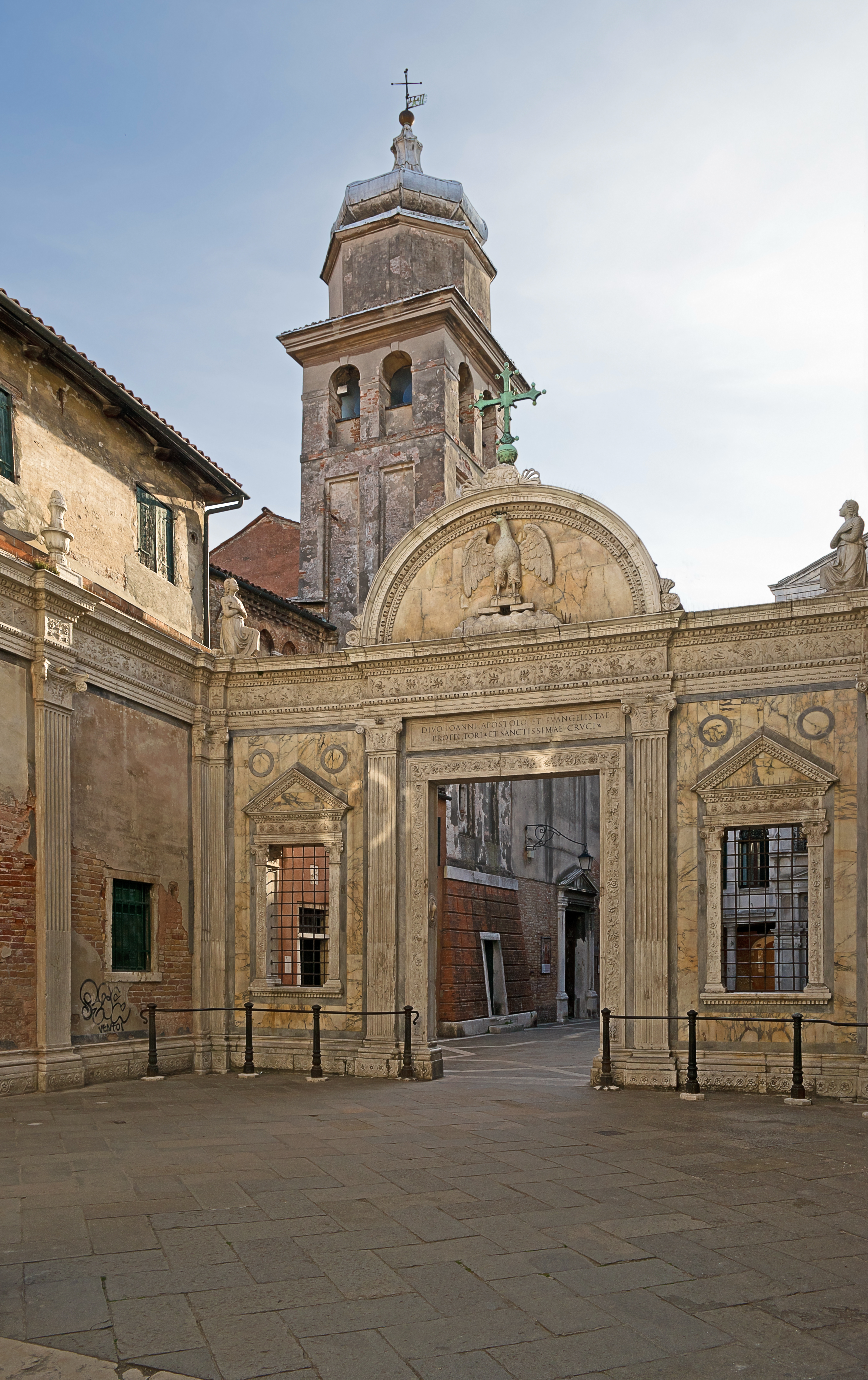
Scuola grande di San Giovanni Evangelista
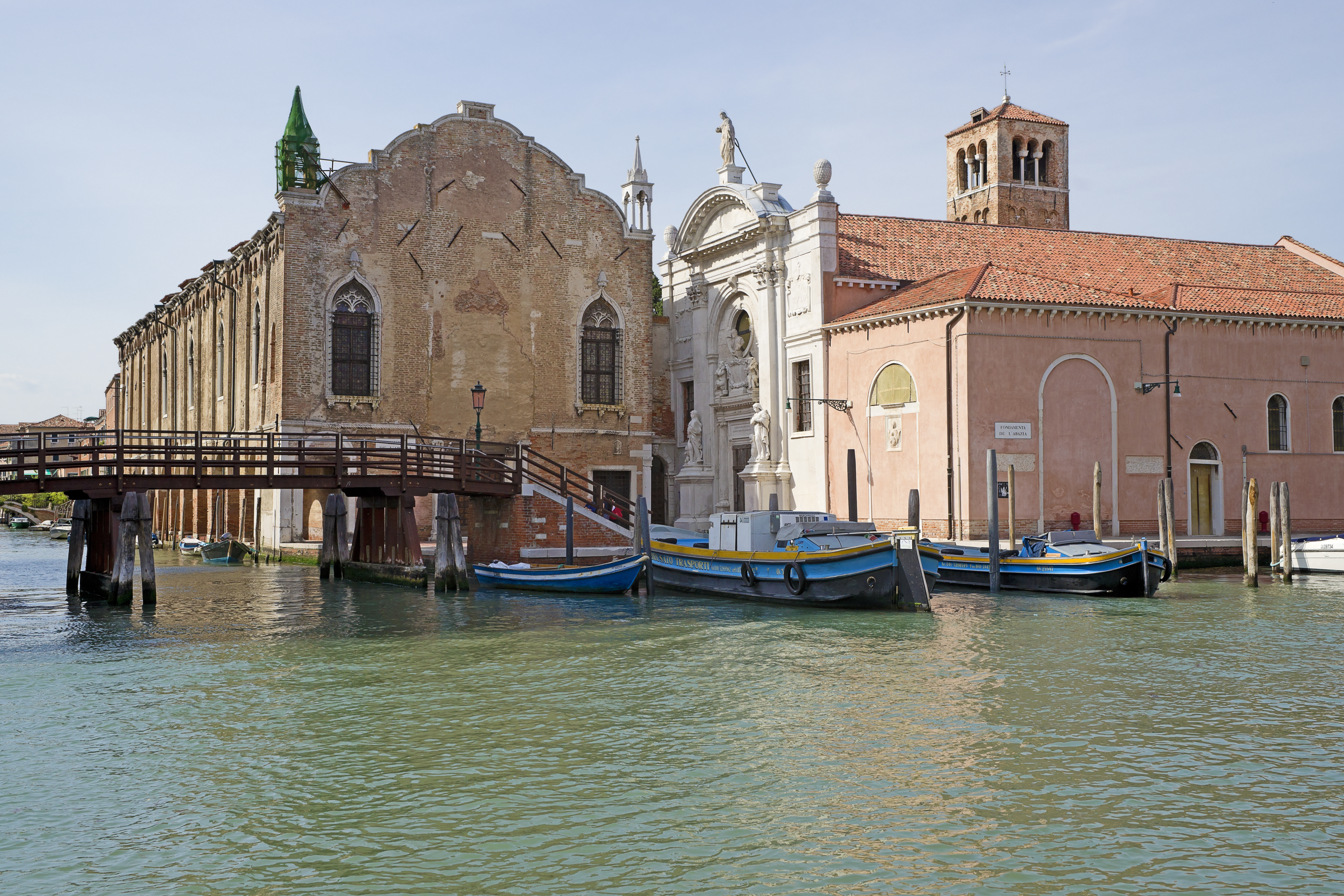
Scuola Grande di Santa Maria della Misericordia
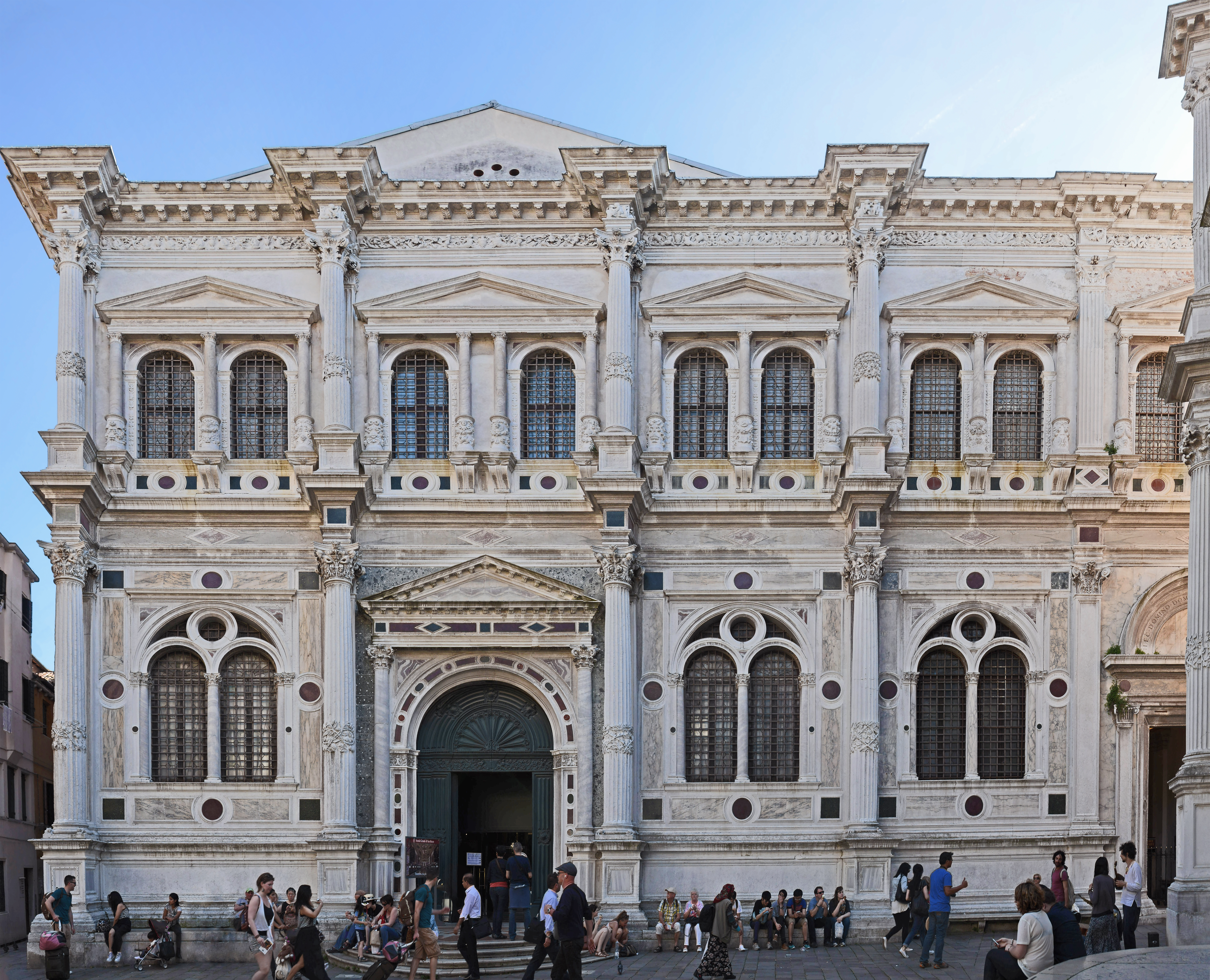
Scuola Grande di San Rocco

## Caractéristiques desschole picole
Comme les autres schole vénitiennes, les schole picole étaient ouvertes à toute personne de plus de 15 ans payant des frais d’inscription (benintrada). Au contraire des schole grandi, les schole picole admettaient les femmes. Les schole picole étaient présidées par un gastaldo, secondé par un vice-président (vicario) et assisté par un  copiste (scrivan).
On compte environ trois cent quarante scuole piccole sur un territoire qui couvre Venise, Chioggia et les îles de la lagune, toutes supprimées par un décret du 25 avril 1806.

## Schole nationali
Le gouvernement vénitien accorda une large hospitalité aux marchands et artisans d'autres pays, pour les inciter à arriver en grand nombre avec de leur richesse. Les étrangers s'installaient dans des hôtels et entrepôts séparés, où chaque nation vivait selon les propres coutumes et exerçait son propre culte.
Quoique les gens d'origine étrangère puissent faire partie librement des nombreuses Schole de la ville, quelques communautés d'étrangers, catholiques et orthodoxe, demandèrent et obtinrent la permission de se réunir dans leurs propres confréries. Les immigrés, loin de leur patrie d'origine, purent ici trouver une occasion de sûreté et soutien, sans perdre le sens des propres origines.
À Venise, quatorze scuole nazionali furent identifiées : 
- la schola de Santa Maria e San Gallo de la Nathion dei Albanesi (albanais) ;
- la schola de la Santa Crosede la Nathion Armena (arménien)
- la schola de Santa Maria Elisabetta, dite dei voltolini, de la Nathion de Bormio e de la Valtellina
- la schola dei Santi Alessandro e Vincenzo de la Nathion dei Bergamaschi (bergamasque)
- la schola de la Nathion dei Ebrei (hébreu)
- la schola de la Beata Vergine e di San Zuane Battista de la Nathion de Fiorenza (florentin)
- la schola e sovegno dei Santi Martiri Pio papa, Ermagora e Fortunato de la Nathion de la patria del Friuli (frioulais)
- la schola de San Zorzi de la Nathion dei Xenoexi (génois)
- la schola de San Nicolò de la Nathion dei Greghi (grec)
- la schola de la Nathion dei Lucchesi (lucchan)
- la schola de San Zuane Battista e de Sant'Ambrogio de la Nathion dei Lombardi (lombard)
- la schola dei Santi Zorzi e Trifon de la Nathion dei Schiavòni (esclavon)
- la schola de l'Assunta, detta "della Sedrina" de la Nathion de la Val Cedrina
- la schola de la Nathion dei Todeschi (allemand)

## Schole de devozion (del Sacramento)
Au XVIe siècle celles-ci se consacraient au service du Saint-Sacrement dans les églises paroissiales, et elles prirent une importance croisante
Voir les scole piccoli pour leur mode de fonctionnement équivalent.